# Havoc Unit
A Havoc Unit finn metalzenekar. 1989-ben alakultak Helsinkiben Festerday néven, ezen a néven death metalt játszottak. 1995-ben ...and Oceans-re változtatták a nevüket, ezen a néven szimfonikus black metalt játszottak. 2005-ben újabb névváltás következett, ekkor Havoc Unit lett a nevük és indusztriális black metalt kezdtek játszani. Az együttes 2005 óta újból az ...and Oceans nevet használja, 2013 óta pedig a Festerday nevet is újból használják. A Havoc Unit nevet jelenleg nem használja a zenekar.

## Tagok
Havoc Unit
- Jos.f (Kena Strömsholm) — ének (1989-)
- T.kunz (Timo Kontio) — gitár, basszusgitár (1989-)
- Heinr.ich (Mika Aalto) — billentyűk (1999-)
- Sa.myel (Sami Latva) — dob, basszus, gitár (2002-)

## Korábbi tagok
…and Oceans
- de Monde "7Even II" (Teemu Saari) — gitár (1989—2001)
- Martex "Cauldron, Grief, Mr. Plaster" (Jani Martikkala) — dob (1997—2001)
- Mr. Oos — basszusgitár (1995—1997)
- Anti "Anzaar" — billentyűk (1997—2005)
- Pete (Petri Seikkula) — gitár (2001—2005)
- Jallu — basszusgitár
- Piia — billentyűk, hegedű

Festerday
- Teemu Kilponen — dob  (1990—1992)
- Jakke Mäki — basszusgitár (1990—1992)
- Jari Honkaniemi — basszusgitár (1989—1990)
- Miikka Timonen — dob (1989—1990)
- Veijo Pulkkinen — dob (1989—1990)

## Diszkográfia
Festerday néven (1989-től 1992-ig; 2013 óta)
- Festerday / Carnifex (split lemez a Carnifex-szel, 1991)
- Demo II (1991)
- Demo III (1992)
- Iihtallan (album, 2019)

...and Oceans néven (1995-től 2005-ig, 2005 óta)	
- Wave (demo, 1995)
- Promo Tape (demo, 1996)
- Mare Liberum (demo, 1997)
- The Dynamic Gallery of Thoughts (1998)
- War Vol. I (split lemez a Bloodthornnal, 1998)
- The Symmetry of I - The Circle of O (1999)
- ...and Oceans (box set, 2000)
- mOrphogenesis (EP) (2001)
- A.M.G.O.D. (Allotropic/Metamorphic Genesis of Dimorphism) (2001)
- Cypher (2002)
- The Dynamic Gallery of Thoughts / The Symmetry of I – The Circle of O (válogatáslemez, 2003)
- Cosmic World Mother (2020)[2]

Havoc Unit néven (2005-től 2013-ig)	
- Havoc Unit / And Then You Die (split lemez az And Then You Die-jal, 2007)
- Synæsthesia - The Requiem Reveries (2007)
- Havoc Unit / ...and Oceans (2007)
- h.IV+ (Hoarse Industrial Viremia) (2007)